# 科洛馬克區

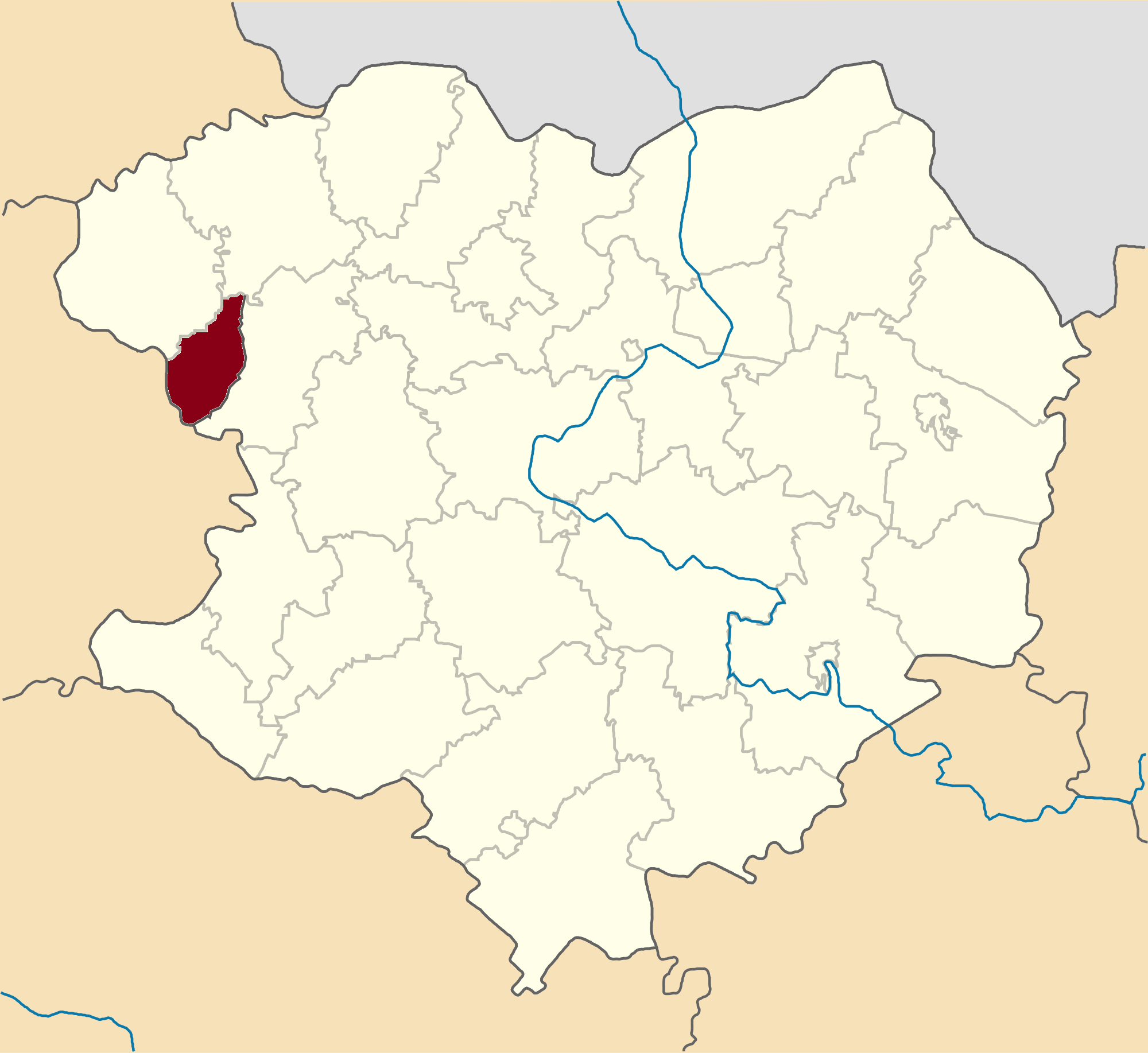

科洛馬克區（烏克蘭語：Коломацький район），曾是烏克蘭的一個區，位於該國東部，由哈爾科夫州負責管轄，首府設於科洛馬克，面積330平方公里，2013年人口7,325，人口密度每平方公里22.20人。
该区在2020年7月18日的乌克兰行政区划改革中被撤销，改革后哈爾科夫州下分为7个区，科洛馬克區合并至博霍杜希夫區。